# الزنبقة السوداء (فلم 1964)
الزنبقة السوداء (بالفرنسية: La Tulipe noire) فيلم مغامرات فرنسي، مقتبس عن رواية الزنبقة السوداء لألكسندر دوما ومن تمثيل الفرنسي آلان ديلون والإيطالية فيرنا ليسي .

## روابط خارجية
- مقالات تستعمل روابط فنية بلا صلة مع ويكي بيانات